# Megachile dakotensis
Megachile dakotensis là một loài Hymenoptera trong họ Megachilidae. Loài này được Mitchell mô tả khoa học năm 1926.